# 雪域腾飞
雪域腾飞是中国西藏自治区拉萨市的一座城市雕塑，位于林廓北路与娘热南路的交汇处。该雕塑立于1994年11月。
该雕塑呈金色，塑造了一位骑着骏马弯弓欲射的骑手。